# Michel Jean (football)
Ne doit pas être confondu avec Jean Michel.
Michel Jean est un footballeur français né le 10 novembre 1947 qui évolue au poste de libéro.

## Biographie
Il joue la grande majorité de sa carrière avec l'Olympique avignonnais en deuxième division, à l'exception de la saison 1975-1976 joué en première division, grâce à une deuxième place du groupe B et une victoire en barrages d'accession, le club est relégué dès la fin de saison 1976. Michel Jean est chaque saison un des joueurs les plus utilisés (plus de trente matchs joués chaque année), très apprécié pour sa « présence physique et morale à tous les postes défensifs ».
Il rejoint un autre club de deuxième division, le Club sportif de Thonon en 1979. L'équipe finit deuxième de son groupe et frôle l'accession en première division, puisqu'elle perd lors des barrages d'accession.

## Palmarès
- Deuxième du groupe B du championnat de France de division 2 en 1975 avec l'AS Béziers
- Deuxième du groupe A du championnat de France de division 2 en 1982 avec le CS Thonon